# Toscanello Scelto

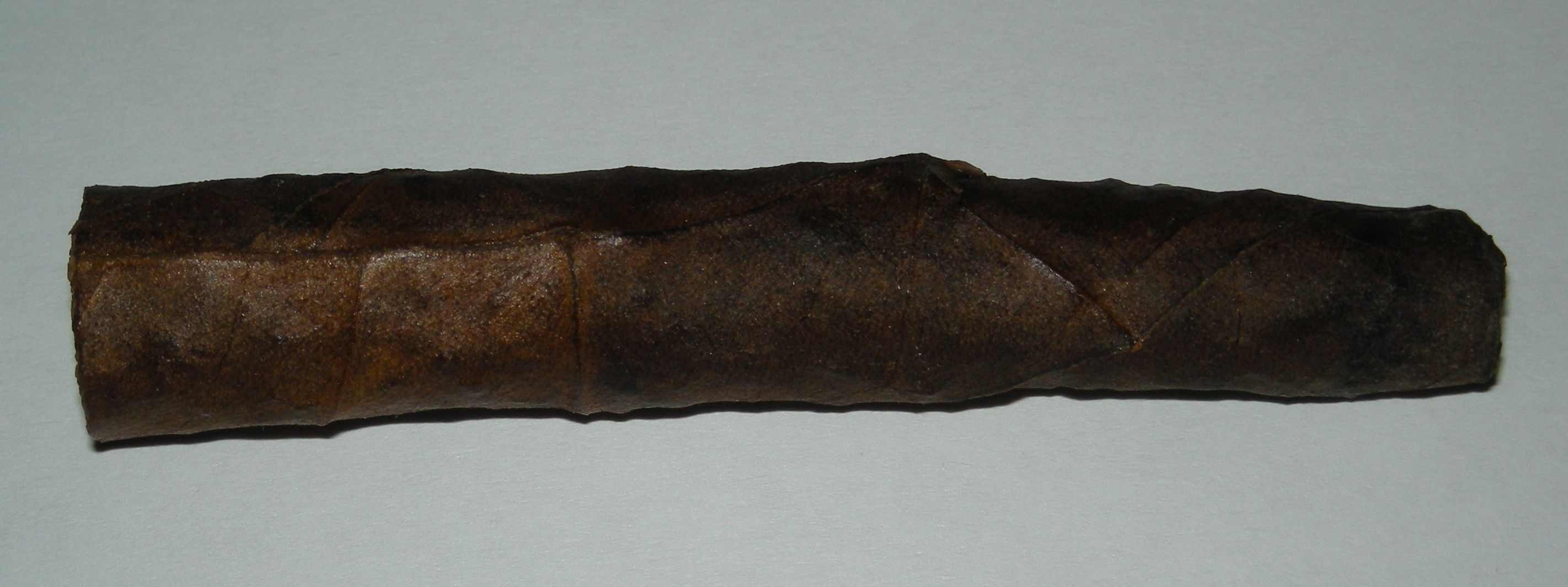
Un Toscanello: stessa forma del Toscanello Scelto

Il Toscanello Scelto è un tipo di sigaro Toscano, realizzato a macchina e appartenente alla famiglia dei sigari toscani. Entrato in produzione nel 2010,  prevede un invecchiamento di 6 mesi diversamente dal Toscanello che ne prevede 4. 
È  realizzato con tabacco Kentucky nazionale scelto selezionando sia le migliori sementi sia le migliori foglie apicali. Sia come prezzo che come invecchiamento si inserisce tra il Toscanello Speciale e il Toscanello. È disponibile in confezioni da 5 pezzi.

## Caratteristiche
Caratteristiche distintive del Toscanello Scelto":
- Manifattura di produzione: Cava de' Tirreni.
- Tempo di maturazione e stagionatura: 6 mesi
- Fascia: tabacco Kentucky nazionale
- Ripieno: tabacco Kentucky nazionale
- Aspetto: marrone scuro
- Fabbricazione: a macchina
- Lunghezza: 76 mm
- Anno di uscita: 2010
- Disponibilità: in produzione
- Fascetta: nessuna